# Кузнецова, Валентина Тимофеевна
Валентина Тимофеевна Кузнецова (Чиженкова) (по мужу Чиженкова; 23 февраля 1909, Нижний Новгород, Российская империя — 17 декабря 1974, Горький, РСФСР, СССР) — советская велогонщица и конькобежка. 2-кратная чемпионка СССР и серебряный призёр по велоспорту; 3-кратная абсолютная чемпионка СССР, 4-кратная призёр в абсолютном зачёте по конькобежному спорту. Заслуженный мастер спорта СССР (1938), 7-кратная рекордсменка мира. Выступала за «Динамо» (Горький).

## Биография
Валентина родилась в Нижнем Новгороде. Дочь сормовского рабочего Тимофея Кузнецова стала заниматься спортом в Сормове на льду маленького катка "Металлист". На коньках-снегурках, привинченных к валенкам, начинала свои тренировки в спортивном обществе «Динамо» в середине 20-х годов. В 1928 году участвовала на первом официальном чемпионате СССР в Москве, где звание чемпионки СССР разыгрывалось по сумме очков двух дистанций — 500 и 1000 м. Там она заняла 3-е место.
В начале 30-х годов стала тренироваться у заслуженного мастера спорта Василия Ипполитова не только в коньках, но и и велоспорте. До середины зимы 1935 года она каталась на простых коньках, а со второй половины зимы перешла на беговые коньки. На первенстве страны 1935 года звание чемпионки разыгрывалось по сумме четырех дистанций. Валентина победила в забегах на 1000 (всесоюзный рекорд - 1:51,8 сек), 1500 и 3000 м, а на дистанции 500 м показала второй результат. 
Быстро освоив технику бега и обладая хорошими физическими данными, Кузнецова блестяще закончила сезон 1934/35, побив все рекорды женских дистанций. Превзошла мировой рекорд финской чемпионки Лешe на 5000 метров-10:33,6 сек, установила советский рекорд на эту дистанцию-10:21,2 сек. Кузнецова стала второй женщиной в мире и первой в Советском Союзе, выступившей на дистанции 5000 метров.
В январе 1936 года на матче трёх городов она улучшила свои всесоюзные достижения, а в феврале впервые участвовала за рубежом и выиграла в Норвегии первенство Европы среди рабочих. Показанные ею секунды на дистанциях 500, 1000 и 5000 метров превышали официальные мировые рекорды. За рубежом её прозвали «Неистовая рекордсменка». В том же году стала серебряным призёром на чемпионате СССР, уступив только на тот момент рекордсменке мира Серафиме Паромовой. 
С 1937 года на чемпионате СССР медали стали разыгрывать на дистанции 5000 метров вместо 3000, и Валентина заняла 3-е место. В марте победила на соревнованиях на приз им. Кирова. В январе 1938 года стала чемпионкой на первенстве Горького. В феврале горьковская спортсменка выиграла многоборье на Спартакиаде общества "Динамо". В ноябре ей было присвоено звание заслуженного мастера спорта. 
В феврале 1940 года она стала во второй раз чемпионкой страны. Незадолго до войны, в феврале и марте 1941 года Кузнецова стала победительницей в многоборье соответственно на матче пяти городов и в соревнованиях на приз им. Кирова.
После начала Великой Отечественной войны два года чемпионаты не проводились и только в 1943 году в Москве прошёл чемпионат из ведущих спортсменов. Валентина одержала победу в абсолютном зачёте, став трёхкратной чемпионкой страны.
После 1944 года она участвовала в чемпионатах СССР, но выше 5-го места не поднималась. В 1949 году заняла 15-е место и завершила карьеру конькобежки.

## Велоспорт
Валентина Кузнецова также успешно выступала и на чемпионатах СССР по велоспорту. В июне 1935 года в велогонке по шоссе на 10 км установила новый всесоюзный рекорд - 18:38,2 сек. В 1936 году стала чемпионкой СССР в шоссейной гонке на 25 км и в командной гонке на 5 км, а через год и в шоссейной гонке на 50 км. В 1938 году она перед финишем упала и стала вице-чемпионкой СССР в шоссейной гонке на 50 км. Валентине принадлежали ещё несколько всесоюзных рекордов в велосипедных гонках на треке.
14 апреля 1936 года в Тифлисе получила тяжёлые травмы, попав в дорожно-транспортное происшествие при возвращении с велосипедной тренировки.
Скончалась 17 декабря 1974 в Горьком. Похоронена на Бугровском кладбище.

## Награды
- Кавалер ордена «Знак Почёта».